# Kabalo
Kabalo ist eine Stadt der Provinz Tanganjika in der Demokratischen Republik Kongo.
Sie ist zugleich die Hauptstadt des Territoriums Kabalo wie auch der Gemeinde Kabalo und hatte 2012 63622 Einwohner, 1984 waren es laut Zensus 25466. Geonames gibt die Bevölkerungszahl ohne Datumsangabe mit 81191 an.

## Geographie
Kabalo liegt im Westen der Provinz am östlichen Ufer des Lualaba, einem Quellfluss des Kongos.

## Infrastruktur
Südlich der Stadt liegt der Flughafen Kabalo (IATA-Flughafencode: KBO, ICAO-Flugplatzcode: FZRM). Kabalo ist außerdem Station der von der SNCC betriebenen und in Nord-Süd-Richtung verlaufenden Bahnlinie von Kindu nach Kamina. Weiterhin ist die Stadt westlicher Ausgangspunkt der von der gleichen Gesellschaft betriebenen Chemin de fer Kabalo-Kalemie (Bahnstrecke Kabalo-Kalemie), die Kabalo mit der ca. 320 Kilometer östlich liegenden Provinzhauptstadt Kalemie am Tanganjikasee verbindet. Diese 1915 fertiggestellte Bahnlinie wurde zur Kolonialzeit auch als Lukugabahn bezeichnet. Die Regionalstraße 631 führt durch die Stadt.